# Халілулла I
Халілулла I (д/н—1465) — 35-й ширваншах у 1417—1465 роках. Вів тривалі війни проти Кара-Коюнлу та Сефевідів.

## Життєпис
Походив з династії Дербенді. Син ширваншаха Ібрагіма I та Бікі-ханум. Дата народження невідома. Після смерті батька 1411 року успадкував трон.
Продовжив політику попередника, спрямовану на посилення Ширвану. Основним супротивником була держава Кара-Коюнлу, зверхність якої ширваншах визнав. Халілулла I уклав союзи з Османською державою та Тимуридами. У 1420 року після смерті Кара Юсуфа, правителя Кара-коюнлу, ширваншах відкрито перейшов на бік тимурида Шахруха. У вирішальній битві при Яхсі у липні 1421 року спільно з останнім вдалося перемогти Кара Іскандера, бея Кара-Коюнлу. Невдовзі після цього Халілулла I одружився з представницею династії Тимуридів. У 1425 році за підтримки Шахруха придушив повстання своїх братів Кейкубада, Ісхака та Хашіма, яких наказав стратити.
Після відходу до Герату Шахруха проти ширваншаха виступив Кара Іскандер, який 1428 року змусив Халілуллу I визнати свою владу. Втім 1429 року війська Шахруха, до яких долучилася армія Халілулли I, завдали поразки війську Кара-Коюнлу в битві біля Салмансу. На трон Кара-Коюнлу було посаджено Абу Саїда. Завдяки цьому Ширван до 1431 року не мав загрози.
1431 року Кара Іскандер повалив Абу Саїда й знову став володарем Кара-Коюнлу. 1432 року до Ширвана вступив Яр Алі, син Кара Іскандера. Його ширваншах відправив до Шахруха, який 1434 року знову рушив до Кавказу на захист Ширвану, який 1433 року зазнав нападу Кара Іскандера. 1435 року Кара Іскандер зазнав нової поразки, внаслідок чого на троні Кара-Коюнлу затвердився Джаханшах, васал Шахруха. До смерті останнього 1447 року Халілулла I перебував у безпеці, присвятивши себе військовому та економічному відродженню Ширвана. Своєю резиденцією обрав місто Баку, оскільки у 1433 році Шамаха була зруйнована. В Баку розпочав будівництво палацу Ширваншахів, звів численні караван-сараї, лазні, овдан. При палаці в Баку виникла академія. Слідом за цим відновив укріплення Дербенту і Шамахи.
Протягом 1450-х років намагався зберегти мирні стосунки з Джаханшахом, який основні походи здійснював до Хорасану та південної Персії. З 1460 року почалося протистояння Ширвана з Сефевідами. Того ж року ширваншах завдав поразки на річці Самур війську на чолі з Шейх Джунейдом з роду Сефевідів, який загинув. Помер Халілулла I 1465 року. Йому спадкував син Фаррух Ясар.